# 小行星5655
小行星5655（5655 Barney）是一颗绕太阳运转的小行星，为主小行星带小行星。该小行星于1973年9月29日发现。

## 轨道参数
小行星5655的轨道半长轴为2.5790242 UA，离心率为0.038。